# Supercopa Russa de Voleibol Masculino de 2013
A Supercopa Russa de Voleibol Masculino de 2013 foi a 6.ª edição deste torneio organizado anualmente pela Federação Russa de Voleibol (em russo:  Всероссийская федерация волейбола, VFV). A competição ocorreu na cidade de Belgorod e participaram do torneio a equipe campeã da Superliga Russa de 2012-13 e a vice-campeã da Copa da Rússia de 2012.
O Belogore Belgorod se sagrou campeão pela primeira vez da competição ao derrotar o Zenit Kazan por 3 sets a 2.

## Formato da disputa
O torneio foi disputado em partida única.

## Equipes participantes
| Equipe            | Cidade   | Qualificação                                                   | Última participação |
| ----------------- | -------- | -------------------------------------------------------------- | ------------------- |
| Zenit Kazan       | Cazã     | Vice-campeão da Copa da Rússia de 2012                         | 2012                |
| Belogore Belgorod | Belgorod | Campeão da Superliga Russa 2012-13 e da Copa da Rússia de 2012 | 2010                |

## Resultado
| Data   | Hora |                   | Placar |             | Set 1 | Set 2 | Set 3 | Set 4 | Set 5 | Total   | Relatório |
| ------ | ---- | ----------------- | ------ | ----------- | ----- | ----- | ----- | ----- | ----- | ------- | --------- |
| 16 out |      | Belogore Belgorod | 3–2    | Zenit Kazan | 21–25 | 21–25 | 25–23 | 25–23 | 15–13 | 107–109 | Resultado |

## Premiação
| Supercopa Russa de 2013               |
| ------------------------------------- |
| Belogore Belgorod Campeão (1° título) |